# Sonnenköpfle
De Sonnenköpfle is een berg in Alpen van de Oostenrijkse deelstaat Vorarlberg. De berg wordt door alpinisten tot het Bregenzerwaldgebirge gerekend en is onderdeel van het skigebied Faschina-Fontanella.
De hogere Glatthorn ligt nog geen kilometer ten westen van de Sonnenköpfle op dezelfde bergkam.